# Norman Mommens
Norman Mommens (geboren 31. Mai 1922 in Antwerpen; gestorben 8. Februar 2000 in Presicce, Italien) war ein belgischer Bildhauer und Zeichner.

## Leben
Norman Mommens war der Sohn eines flämischen Maschinenbauingenieurs und einer Engländerin. Er studierte bei Hendrik Wijdeveld an der Amsterdamse Hogeschool voor de Kunsten, musste das Studium aber nach Ausbruch des Zweiten Weltkriegs abbrechen und wurde während der deutschen Besetzung Belgiens während zweier Jahre als Zwangsarbeiter verpflichtet.
Mommens zog 1949 nach England, um dort Bildhauer zu werden. Er heiratete Ursula Darwin, die in erster Ehe mit dem Maler Julian Trevelyan verheiratet war und einen Sohn hatte. Sie war eine Tochter von Bernard Darwin und mütterlicherseits Nachkomme von Josiah Wedgwood und machte als Töpferin Karriere. Sie lebten in Sussex in den wohlhabenden Verhältnissen der englischen Mittelklasse. Mommens hatte erste Ausstellungen und erhielt von Leonard Woolf den Auftrag für die Plastik Goliath, die im Garten von Monk’s House in Rodmell einen Platz fand. Er versuchte sich auch als Schriftsteller von Jugendbüchern über Indianerthemen und illustrierte diese Bücher selbst.

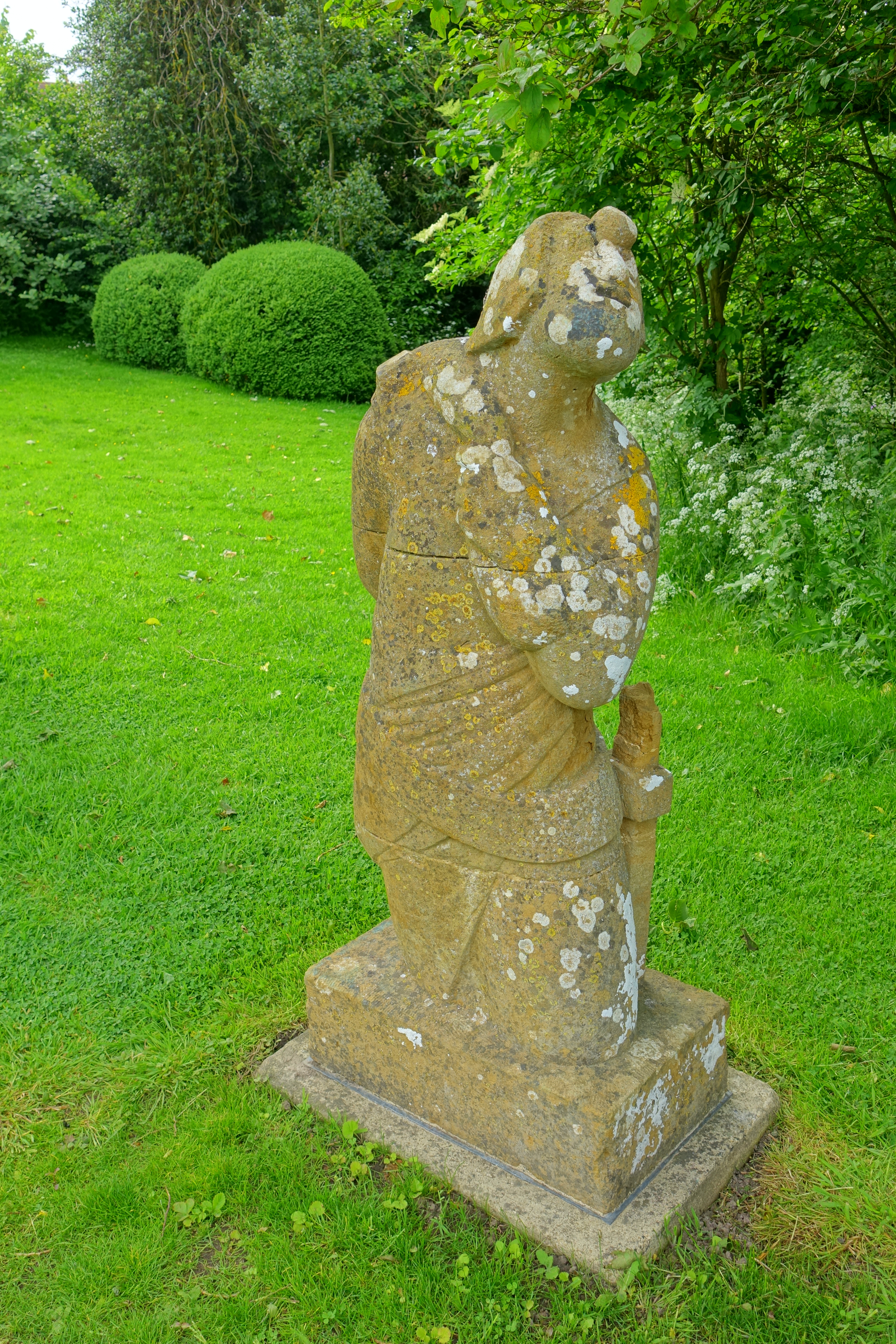
Goliath

Mommens traf 1958 erstmals auf die Journalistin Patience Gray, die beim Observer arbeitete. Gray hatte aus ihrer Beziehung mit Thomas Gray zwei inzwischen herangewachsene Kinder. Gray und Mommens verließen 1963 England und zogen ans Mittelmeer, Gray nannte die Aufenthaltsorte im Untertitel zu ihrem zweiten Buch Honey From A Weed, das 1986 erschien: Fasting and Feasting in Tuscany, Catalonia, the Cyclades and Apulia. 1970 zogen sie aus der Bildhauerstadt Carrara in der Toskana nach Apulien, wo sie sich in Salve ein aufgegebenes, kleinbäuerliches Anwesen („masserie“), ohne Strom und ohne Wasseranschluss, kauften, das den Namen Spigolizzi erhielt. Mommens stellte seine Werke zum Teil in der an das Haus angrenzenden Landschaft auf. Für seine Plastiken wurden Ausstellungen 1975 in London, 1989 in Matera, 1986 und 1992 in Casarano sowie 1991 in Cambridge organisiert. 1994 schlossen sie eine bürgerliche Ehe. Patience Grays Sohn Nicholas Gray bezog nach ihnen das Haus.

## Werke
- Dib-Dib and the Red Indians. Mit Illustrationen. London : Faber and Faber Limited, 1955
- Polutin and the red indians. Mit Illustrationen. London : Faber and Faber, 1957
- Zoe : a story of glory. Mit Illustrationen. London : Lion & Unicorn, 1959
- Fifofus and the Red Indians. Mit Illustrationen. New York : A.S. Barnes and Company, 1960
- Buffalo Child Long Lance: Long Lance the autobiography of a Blackfoot Indian Chief. Einleitung Irvin S. Cobb. Illustrationen Norman Mommens. London : Abacus, 1976

Ausstellungskataloge
- Exhibition of sculpture. Lewes, 1961
- A happening – The Subterranean Sun. London, 1964
- Norman Mommens : figures in stone and drawings from Spigolizzi. London : Whitechapel Art Gallery, 1975